# Anteromorpha poussi
Anteromorpha poussi är en stekelart som först beskrevs av Jean Risbec 1956.  Anteromorpha poussi ingår i släktet Anteromorpha och familjen Scelionidae. Inga underarter finns listade i Catalogue of Life.